# Décès en 899
Décès
- 895
- 896
- 897
- 898
- 899
- 900
- 901
- 902
- 903

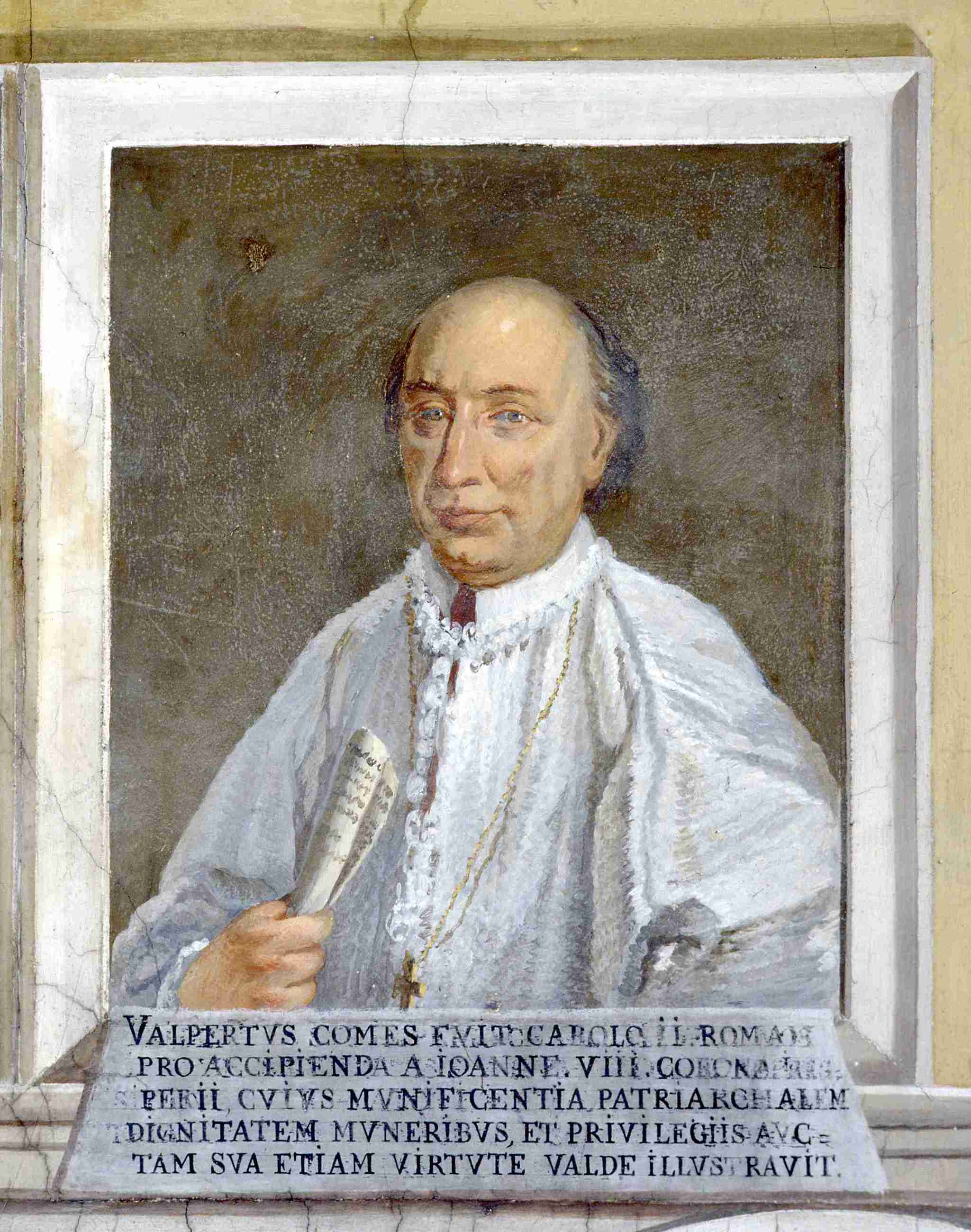
mort en 899.

Cette page dresse une liste de personnalités mortes au cours de l'année 899 :
- 26 octobre : Alfred le Grand, roi du Wessex puis des Anglo-Saxons[1].
- Après septembre :Zoé Tzaoutzina, impératrice byzantine.
- 13 octobre : Machtots, Catholicos de l'Église apostolique arménienne.
- 8 décembre : Arnulf Ier, empereur d'Occident.

- Staurace, évêque italien.
- Stylianos Tzaoutzès (byzantin), favori du basileus Léon VI le Sage.
- Valperto (it), patriarche d'Aquilée.

date incertaine (vers 899)
- Sigfrith d'York, viking prétendant au royaume de Dublin puis souverain du royaume viking d'York en Northumbrie.

## Crédit d'auteurs
- Cet article est partiellement ou en totalité issu de l'article intitulé « 899 » (voir la liste des auteurs).